# 五城県 (大寧県)
五城県（ごじょう-けん）は中華人民共和国山西省にかつて存在した県。現在の臨汾市大寧県西部に相当する。
南北朝時代、北魏により設置され、東魏により廃止された。